# Wirbelwind
Flakpanzer IV «Wirbelwind» (укр. Протиповітряний танк IV «Смерч») — німецька зенітна самохідна установка (ЗСУ) періоду Другої світової війни.

## Історія створення і виробництва
На початку Другої світової війни за тотального панування Люфтваффе в повітрі Вермахт не був зацікавлений у створенні ЗСУ. Однак після корінного перелому в ході війни союзні війська почали завойовувати панування в повітрі, і у німецької армії виникла потреба у мобільній і добре озброєній зенітній самохідній установці. На початку весни 1944 року концепцію такої машини запропонував гауптштурмфюрер 12-ї танкової дивізії СС «Гітлерюгенд» Карл Вільгельм Краузе. Він ознайомив зі своєю пропозицією командира 12-го танкового полку СС оберштурмбанфюрера Макса Вюнше, після чого ідея була схвалена особисто А. Гітлером.
Прототип ЗСУ «Wirbelwind» був побудований в травні 1944 року на шасі пошкодженого в боях і повернутого для капітального ремонту танка PzKpfw IV. Стандартна башта танка була демонтована, а на її місце встановлена нова — дев'ятигранна з відкритим верхом, в якій розміщувалася зчетверенена 20-мм зенітна артилерійська установка 2 cm Flakvierling 38 L/65. Незважаючи на те, що дах підвищив би захищеність розрахунку, башта залишилася відкритою через проблеми з вентиляцією бойового відділення: чотири автоматичних гармати викидали велику кількість порохових газів. За свій вигляд, що нагадував форму для випікання кексів, башта отримала прізвисько «Keksdose».

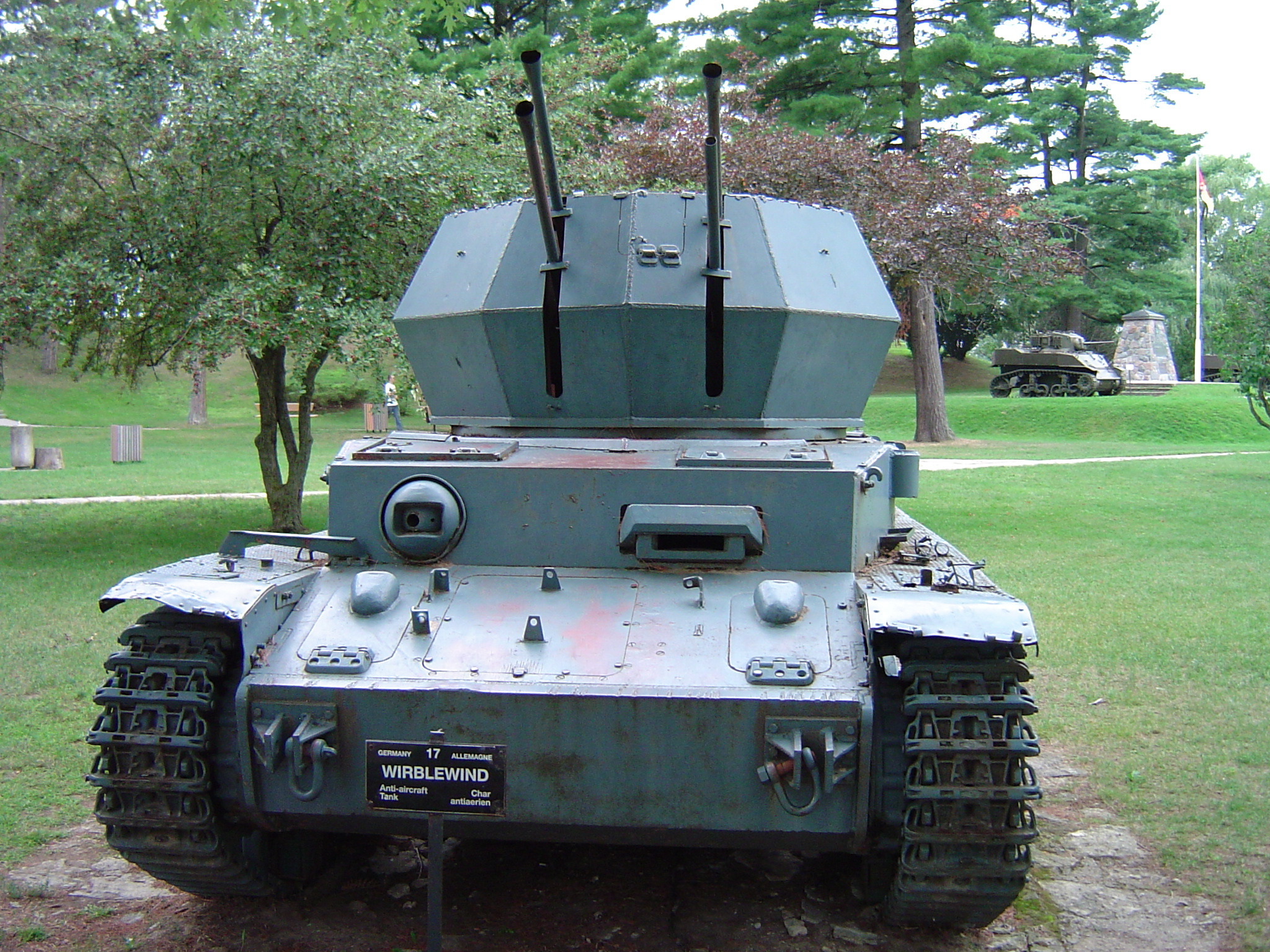
ЗСУ «Wirbelwind», вид спереду. Добре видно характерний профіль вежі

Виробництво ЗСУ «Wirbelwind» було розгорнуто фірмою «Ostbau Werke» на заводі в м. Сагані (Сілезія, нині — територія Польщі). Повідомляється про 87 або 105 випущених одиниць, однак через розбіжності між заводськими документами «Ostbau Werke» і службовими документами Вермахту, точна кількість побудованих машин, по всій видимості, так ніколи і не буде встановлена.

### Модифікації
Після початку бойового використання ЗСУ з'ясувалося, що 20-мм гармата є недостатньо дієвим проти літаків ворога. В результаті, була розроблена і почала випускатися ЗСУ Flakpanzer IV «Ostwind» («Східний вітер») з одною 37-мм автоматичною зенітною гарматою FlaK 43.
У проєктах військового командування вермахту були й інші плани щодо збільшення вогневої мощі «Wirbelwind». В кінці 1944 року планувалося переозброїти наявні «Wirbelwind» чотирма 30-мм гарматами MK 103/28 або MK 103/38, здатними робити до 1600 пострілів в хвилину. У грудні 1944 року Ostbau виготовила лише один прототип, позначений як Zerstörer 45 (нім. Винищувач-45)  — 3 cm Flakvierling MK 103/1-8 auf Sfl PzKpfw IV.
В 1945 році було прийнято рішення використовувати шасі застарілих Panzer III з установкою на них вежі від «Wirbelwind». Цей проєкт отримав позначення Flakpanzer III. Було замовлено 90 таких танків, але проєкт не був реалізований через закінчення війни.

## Бойове застосування
ЗСУ «Wirbelwind» прямували до розпорядження танкових дивізій Вермахту. На Східний фронт було відправлено 90 одиниць ЗСУ «Wirbelwind», а на Західний — 16. Поєднання бронезахисту і скорострільної зчетвереної артустановки забезпечили «Wirbelwind» можливість боротися не тільки з повітряними, але і з наземними цілями.

## Збережені екземпляри
На сьогоднішній день відомі два збережених екземпляра ЗСУ «Wirbelwind». Один знаходиться в експозиції військово-історичної виставки в м. Кіль (ФРН). Раніше ця самохідна установка була експонатом артилерійсько-технічного музею Абердинського полігону (США). Другий «Wirbelwind» виставлений в музеї бази «Борден» (Канада).

## У масовій культурі

### Стендовий моделізм
«Wirbelwind» достатньо популярний у виробників моделей. Збірні пластикові копії ЗСУ різних модифікацій в масштабі 1:35 випускаються фірмами «Tamiya» (Японія), «Dragon» (Китай), «Academy» (Корея), в масштабі 1:72 фірмами «Hasegawa» (Японія), «Esci» (Італія), «MACO» (ФРН).

### Комп'ютерні ігри
В силу своїх широких бойових можливостей, «Wirbelwind» досить добре представлений в комп'ютерних іграх, таких як Call of Duty, Panzer General, Company of Heroes, War Front: Turning Point і в грі War Thunder, а також в серії ігор «Блицкриг» і «В тылу врага».

## Галерея
ЗСУ «Wirbelwind» в експозиції музею бази Борден. Сіре забарвлення є історично невірним: дані самохідні установки, як правило, покривалися камуфляжним малюнком поверх пісочної бази.

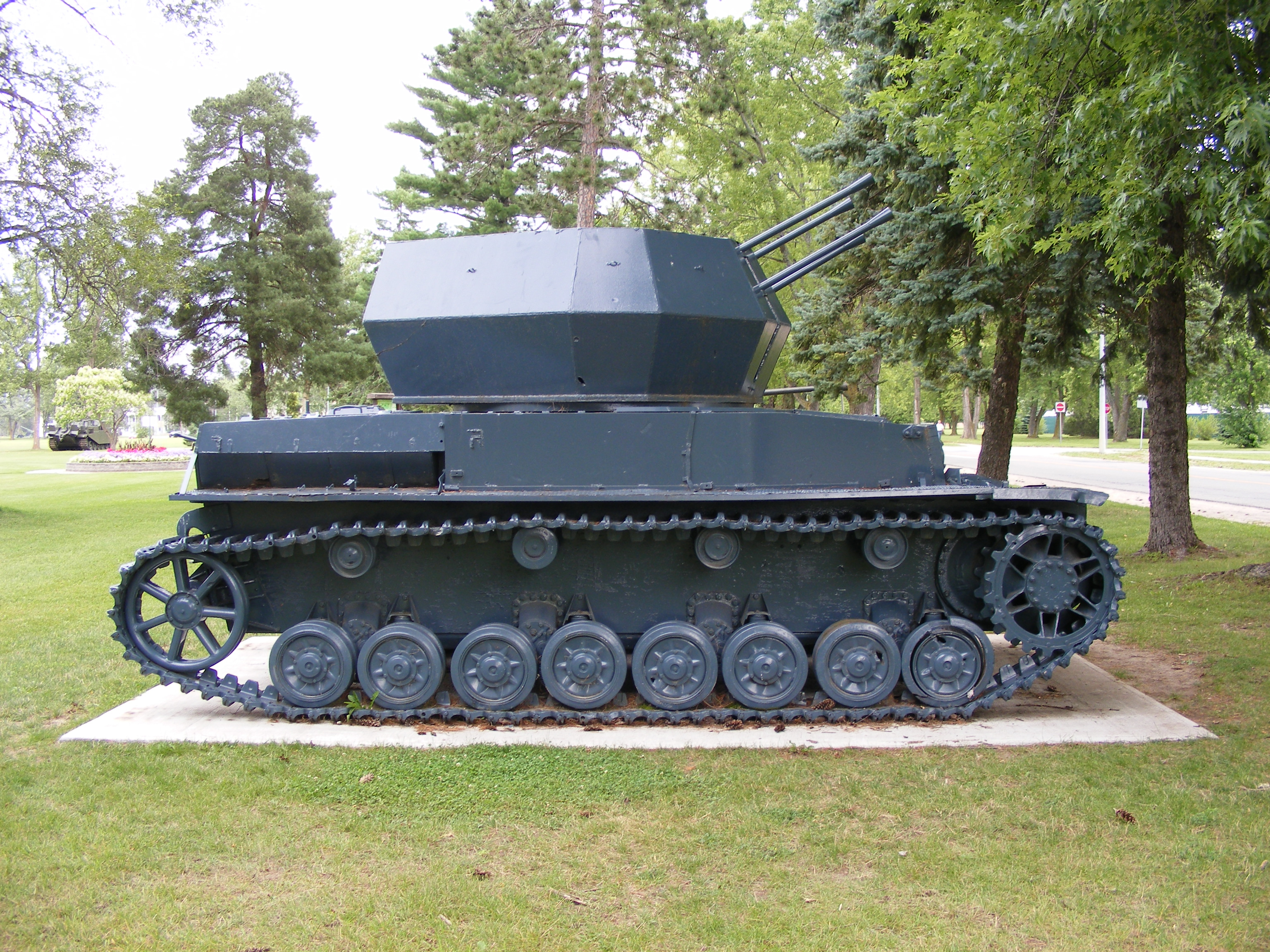
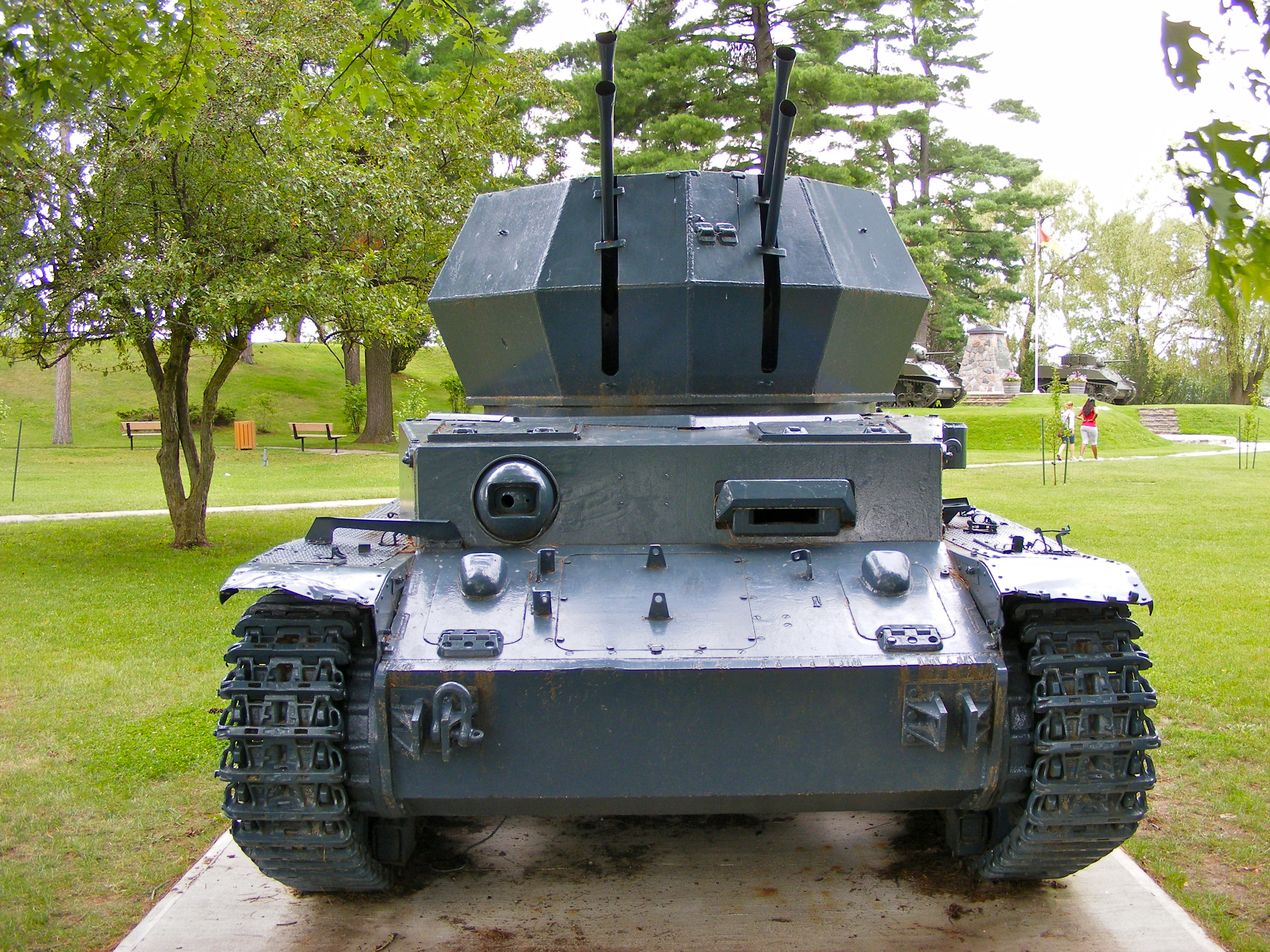
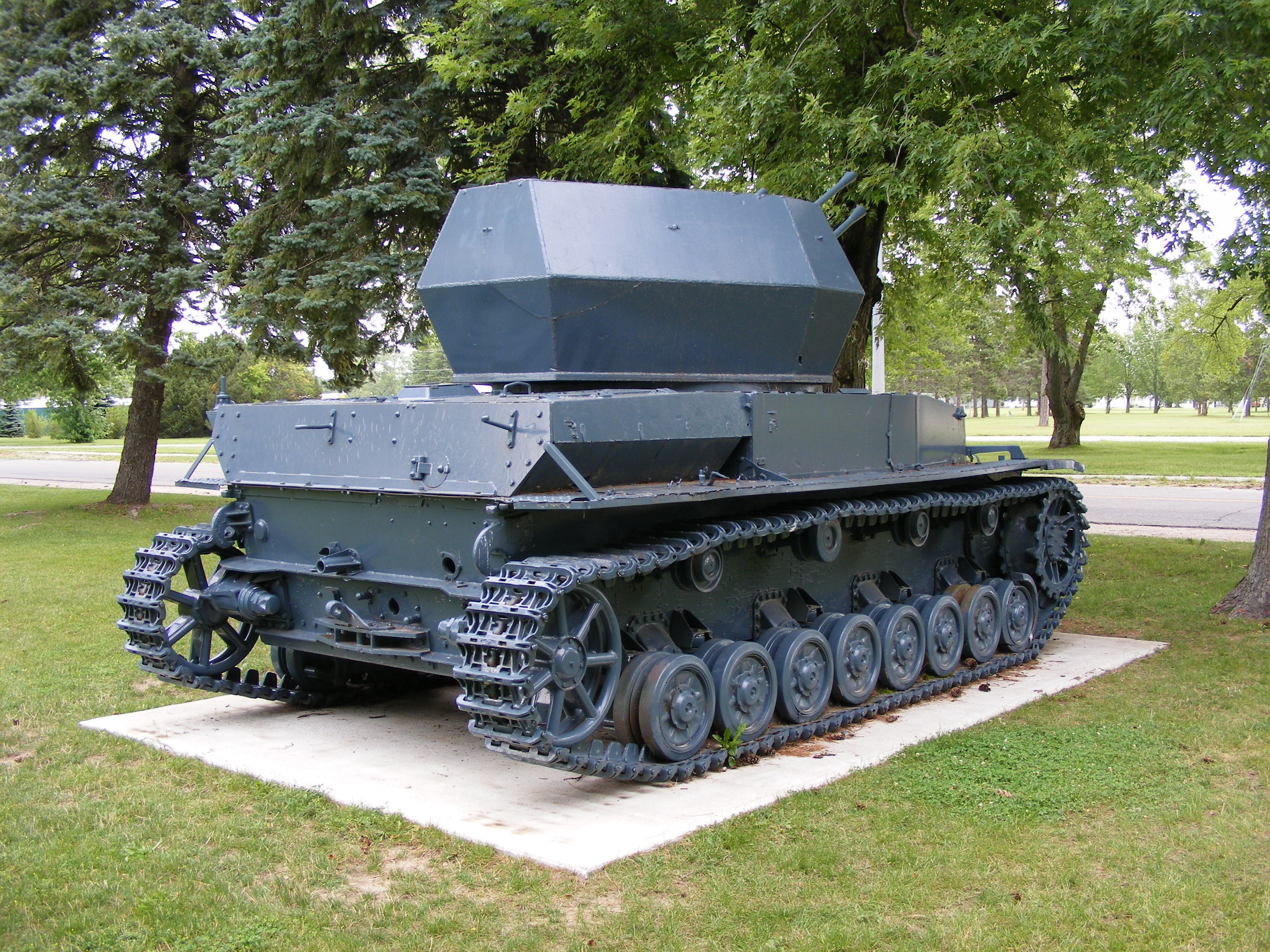
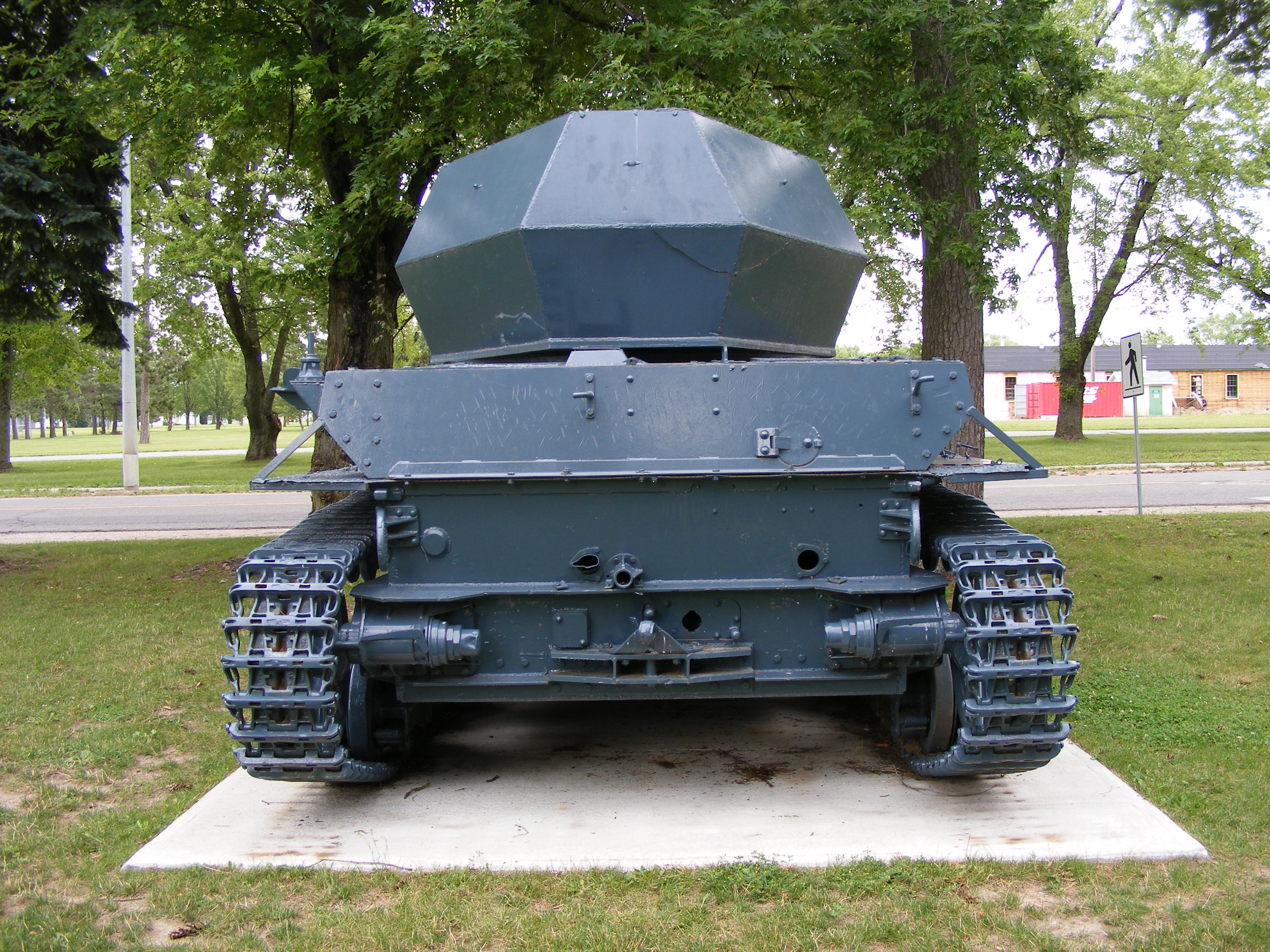